# Parcul Național Banff
Coordonate: 51° 10′ 00″ N, 115° 33′ 00″ W
Banff National Park (pronunțat /ˈbæmf/) este cel mai vechi parc național al Canadei, fondat în 1885, în Stâncoșii Canadieni. Parcul, localizat la 120 km (80 mile) vest de Calgary în provincia Alberta, cuprinde 6,641 kilometri pătrați (2,564 mile pătrate) de teren montan, cu numeroși ghețari și platouri de gheață, păduri dese de conifere și zone alpine. Icefields Parkway se extinde de la Lake Louise, făcând legătura cu Parcul Național Jasper în partea de nord. Pădurile Provinciale și Parcul Național Yoho sunt vecinii la vest, în timp ce Parcul Național Kootenay este localizat către sud și Kananaskis Country către sud-est. Principalul centru comercial al parcului este orașul Banff, aflat în valea Râului Bow.
Canadian Pacific Railway a avut un impact major în primii ani de existență ai Banff-ului, construind Hotelul Banff Springs și Chateau Lake Louise, atrăgând turiști printr-o publicitate vastă. La începutul secolului XX, drumurile au fost construite în Banff de către deținuții de război și prin lucrările publice din perioada Marii Depresii. Începând cu anul 1960, facilitățile de cazare au fost deschise pe parcursul întregului an, cu o rată de vizitare anuală a Banff-ului în creștere cu peste 5 milioane în anii 90, traversând parcul pe Autostrada Trans Canada.
Datorită faptului ca Banff este unul dintre cele mai viziate parcuri naționale, sănătatea ecosistemului său a fost amenințată. La mijlocul anilor 90, Parks Canada a răspuns prin inițierea unui studiu pe doi ani, care a avut ca urmări recomandări manageriale și noi politici dirijate în scopul conservării integrității ecologice.

## Istorie
De-a lungul istorie sale, Parcul Național Banff a fost modelat de tensiunile dintre interesele de conservare și de dezvoltare. Parcul a fost fondat în  1885, ca raspuns la revedicarile contradictorii privind cine a descoperit izvoarele termale, și cine are dreptul de a dezvolta în scop comercial zona. În schimb, primul ministru John A. Macdonald  a delimitat zona cu apele termale ca și rezervație protejata, care mai târziu a fost extinsă, incluzând Lake Louise și alte zone, întinzându-se spre nord către  Columbia Icefields.

### Începuturi
Dovezile arheologice găsite la Vermilion Lakes (prin metoda carbon 14) datează primele activități umane în Banff la 10,300 B.P.B.P. [5]. Înintea contactului cu europenii, nativii, incluzând Stoneys, Kootenay, Tsuu T'ina, Kainai, Peigans, și Siksika, erau prezenți în regiune, vânând bizoni și alte animale.
O dată cu admiterea British Columbia la Canada, în iulie 20, 1871, Canada a convenit să construiască o cale ferată transcontinentală. Construcția căii ferate a început în 1875, fiind ales pasul Kicking Horse, în favoarea Pasului Yellowhead, mai la nord, ca și ruta de traversare a Stâncoșilor Canadieni. Zece ani mai târziu, ultimul cui a fost bătut în Craigellachie, British Columbia.

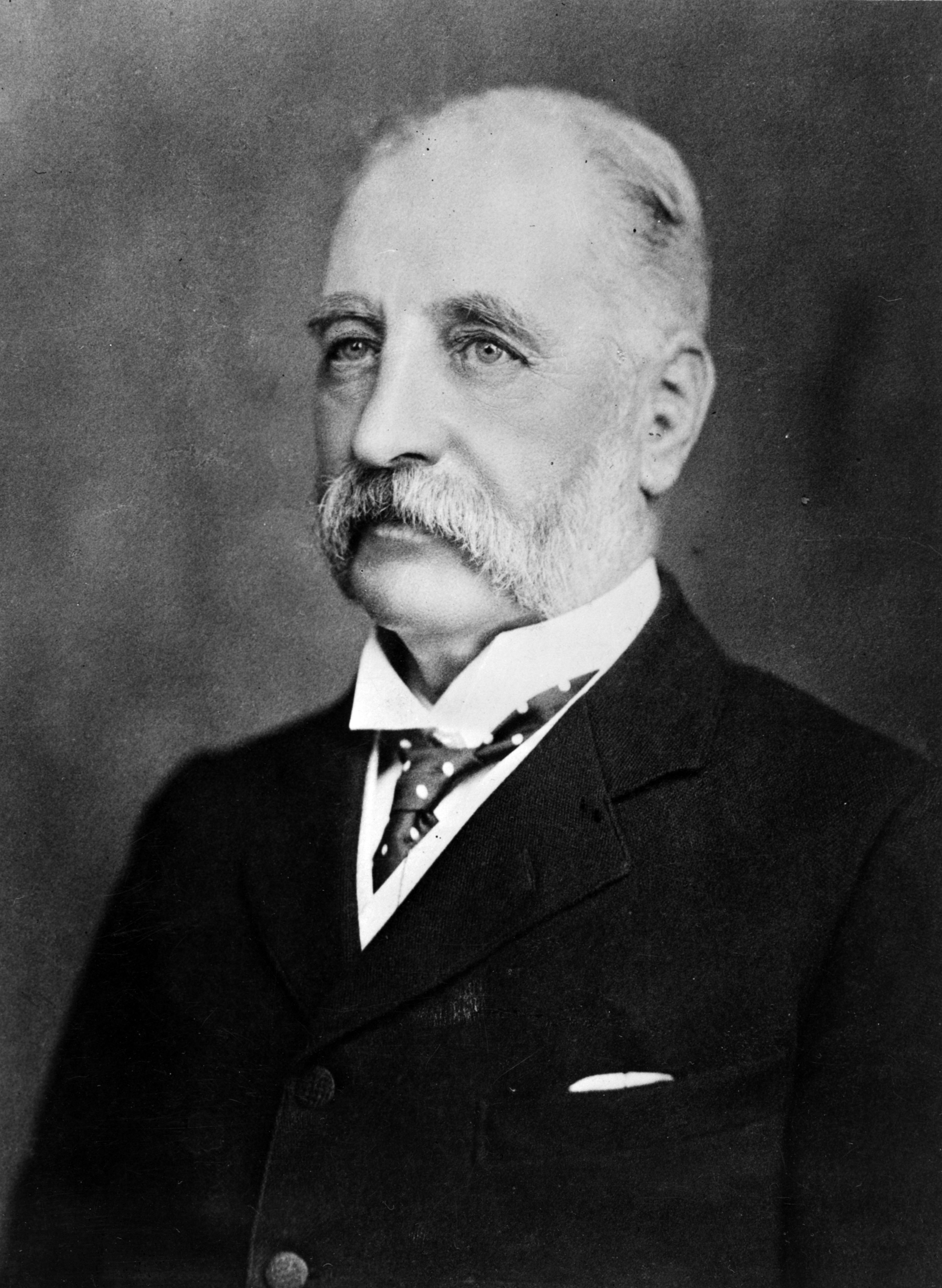
Dr. James Hector

### Fondarea  Parcului Munților Stâncoși
Existând revendicări contradictorii privind descoperirea izvoarelor termale în Banff, Primul Misnistru John A. Macdonald a decis să delimiteze o zonă de 26 kilometri pătrați în jurul izvoarelor la Cave și Basin, ca și parc public în 1885. Sub prevederile legii Parcului Munților Stâncoși, legiferată pe 23 iunie 1887, parcul a fost extins la 674 kilometri pătrați și numit Rocky Mountains Park. Acesta a fost primul parc național și al doilea în America de Nord, dupa Parcul Național Yellowstone. Compania ferată Canadian Pacific a construit Hotelul Banff Springs și Chateau Lake Louise pentru a atrage turiști si pentru a crește numărul pasagerilor pe calea ferată.

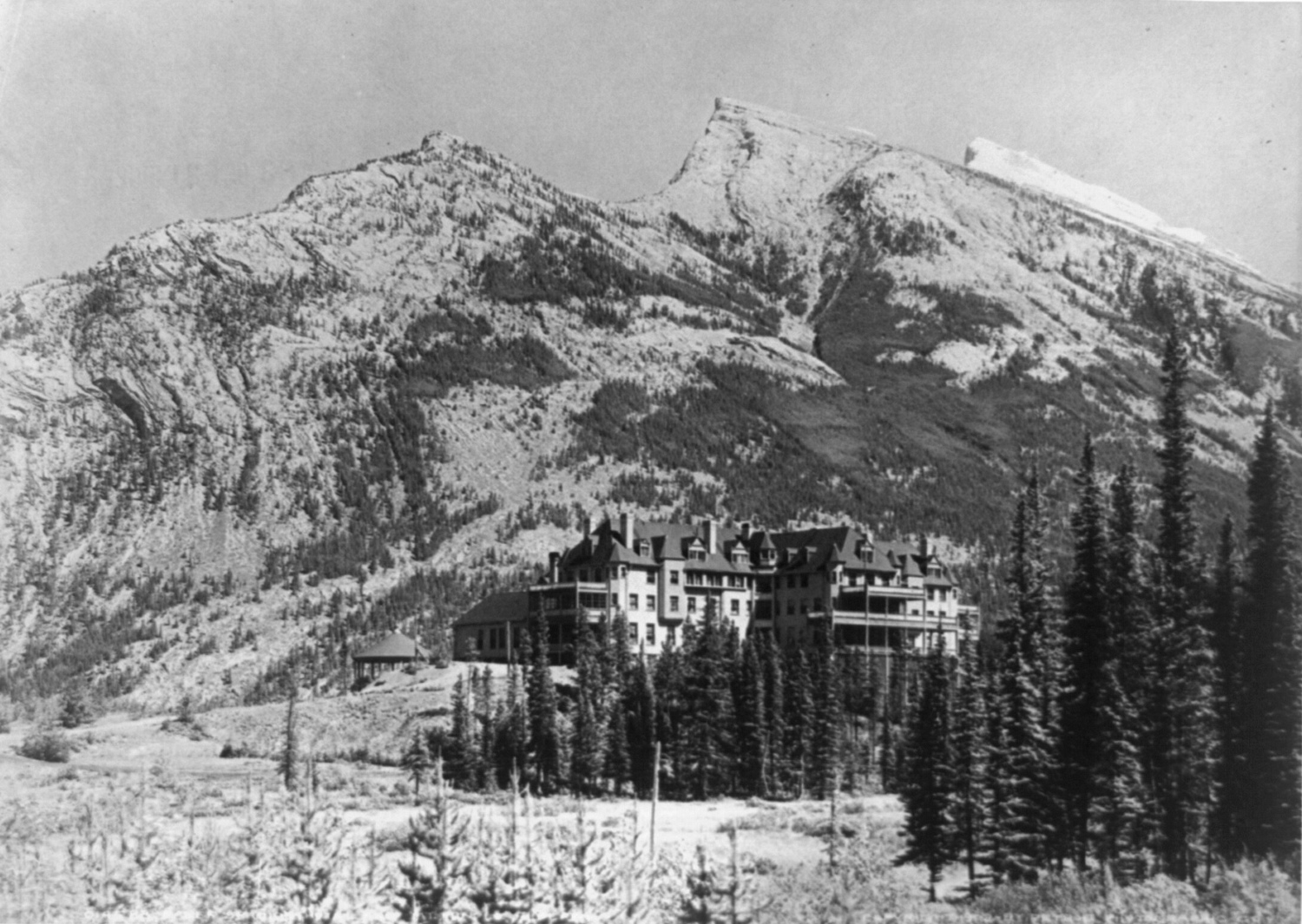
Banff Springs Hotel, 1902

La început, Banff-ul era popular pentru turiștii europeni înstăriți, care ajungeau în Canada via curse transatlantice de lux și continuau către vest pe calea ferată, precum și turiști americani și englezi din clasele superioare. Unii vizitatori participau în activități de alpinism, adesea angajând ghizi locali. Tom Wilson, împreună cu Jim si Bill Brewster, au fost printre primii furnizori de astfel de servicii în Banff. Clubul Alpin Canadian a fost fondat in 1906 de  Arthur Oliver Wheeler și Elizabeth Parker, organizând drumeții și tabere in sălbaticie.

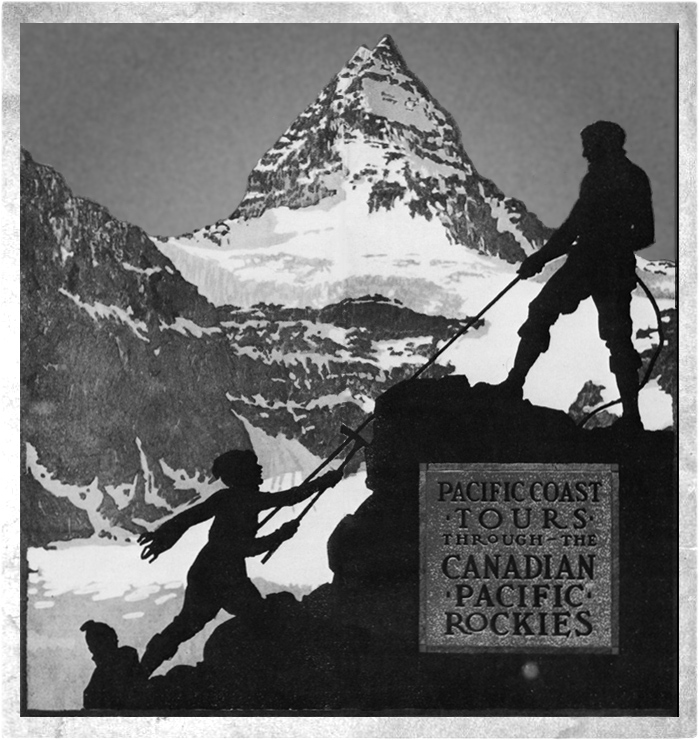
Broșura Companiei de Căi Ferate Canadian Pacific, punând în evidență Muntele Assiniboine și peisajul din Banff (c. 1917)

Pe la  1911, Banff-ul a fost accesibil cu mașina din Calgary. Începand cu 1916, Brewsters au oferit tururi motorizate a Banff-ului. In 1920, accesul pe calea rutieră a fost disponibil către Lake Louise și Banff-Windermere Road a fost deschis pentru a lega Banff-ul cu British Columbia.
În 1902, parcul a fost extins, acoperind 11,400 kilometri pătrați (4,402 mile patrate), cuprinzând zonele din jurul  Lake Louise, și râurile  Bow, Red Deer, Kananaskis, și Spray . Cedând presiunilor legate de pășunat și exploatarea lemnului, dimensiunile parcului au fost reduse în 1911 la 4,663  kilometri pătrați (1,800 sq mi), eliminând multe zone deluroase din parc. Limitele parcului au fost modificate de cateva ori până în 1930, când mărimea parcului a fost fixat la 6,697 kilometri pătrați (2,586 sq mi), o dată cu legiferarea legii privind Parcurile Nationale. Legea a renumit parcul ca Banff National Park, numit pentru Canadian Pacific Railway Station, care la rândul ei a fost numit după regiunea  Banffshire din Scotland. O dată cu construcția unie noi porți estice in 1933, Alberta a transferat 0.84 kilometri pătrați (207.5 acres) către parc. Aceasta, alături de alte schimbari minore în 1949, au stabilit suprafața parcului la 6,641 kilometri pătrați (2,564 sq mi).[7]

### Expoaltarea miniera
În 1887, triburile aborigene locale au semnat Treaty 7, care îi coferea Canadei dreptul de a explora ținutul pentru resuse. La începutul secolului al douazecelea , cărbunele a fost minerit lângă Lake Minnewanka în Banff. Pentru o perioadă scurtă de timp, o mină a funcționat la Anthracite, dar a fost închisă în 1904. Mina Bankhead , la Cascade Mountain, a fost gestionată de către Canadian Pacific Railway din 1903 până 1922. În 1926, orașul a fost demolat, multe clădiri fiind mutate în orașul Banff  și în alte părți.[10]

### Lagarele de muncă și de prizonieri
De-a lungul primului Război Mondial,  imigranții din Austria, Ungaria, Germania, și Ucraina au fost trimși in Banff să lucreze în lagare de deținuți. Principalul lagăr a fost localizat lângă Castle Mountain, și a fost mutat în Cave și Basin în timpul iernii. O mare parte din infrastructura și construcția drumurilor (timpurie) a fost realizată de către deținuții canadieni de origine slavă.

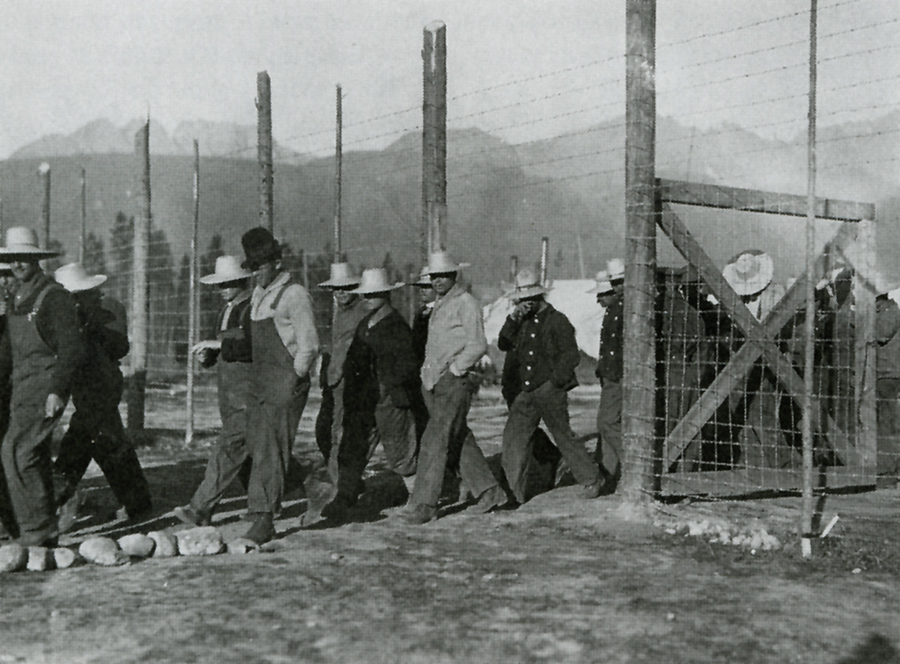
Castle Mountain internment camp (1915)

În 1931, Guvernul Canadian a legiferat Legea Șomajului și a Ajutorului Fermierilor, care a finanțat proiecte de lucrări publice în parcurile naționale in timpul Marii Depresii. În Banff, muncitorii au construit  o noua baie și o piscina la Upper Hot Springs, pentru a suplimenta Cave și Basin.[11] Alte proiecte au implicat construcția de drumuri în parc, lucrări în jurul orașului Banff , și construirea unei autostrazi care leagă Banff-ul de Jasper.[11] În 1934, legea  Public Works Construction Act a fost promulgată, furnizând resurse financiare continue pentru proiecte de lucrări publice. Noi proiecte au inclus construirea unei noi facilități de inregistrare la poarta estică a Banff-ului, și construirea unei clădiri administrative. În 1940,  Icefields Parkway a atins zona Columbia Icefield , și a conectat Banff de Jasper.